# جوایز انجمن موسیقی کانتری ۲۰۱۰
جوایز انجمن موسیقی کانتری ۲۰۱۰، چهل و چهارمین مراسم است که در ۱۰ نوامبر ۲۰۱۰ در مرکز سامت در نشویل، تنسی با میزبانی برندگان جایزه سی‌ام‌ای برد پیزلی و کری آندروود برگزار شد. میراندا لمبرت در ۱۰ بخش نامزدشده بودند، که بیشترین مقدار در مراسم بود، همچنین با چهار برد بیشترین مقدار را در این مراسم داشت.